# 店

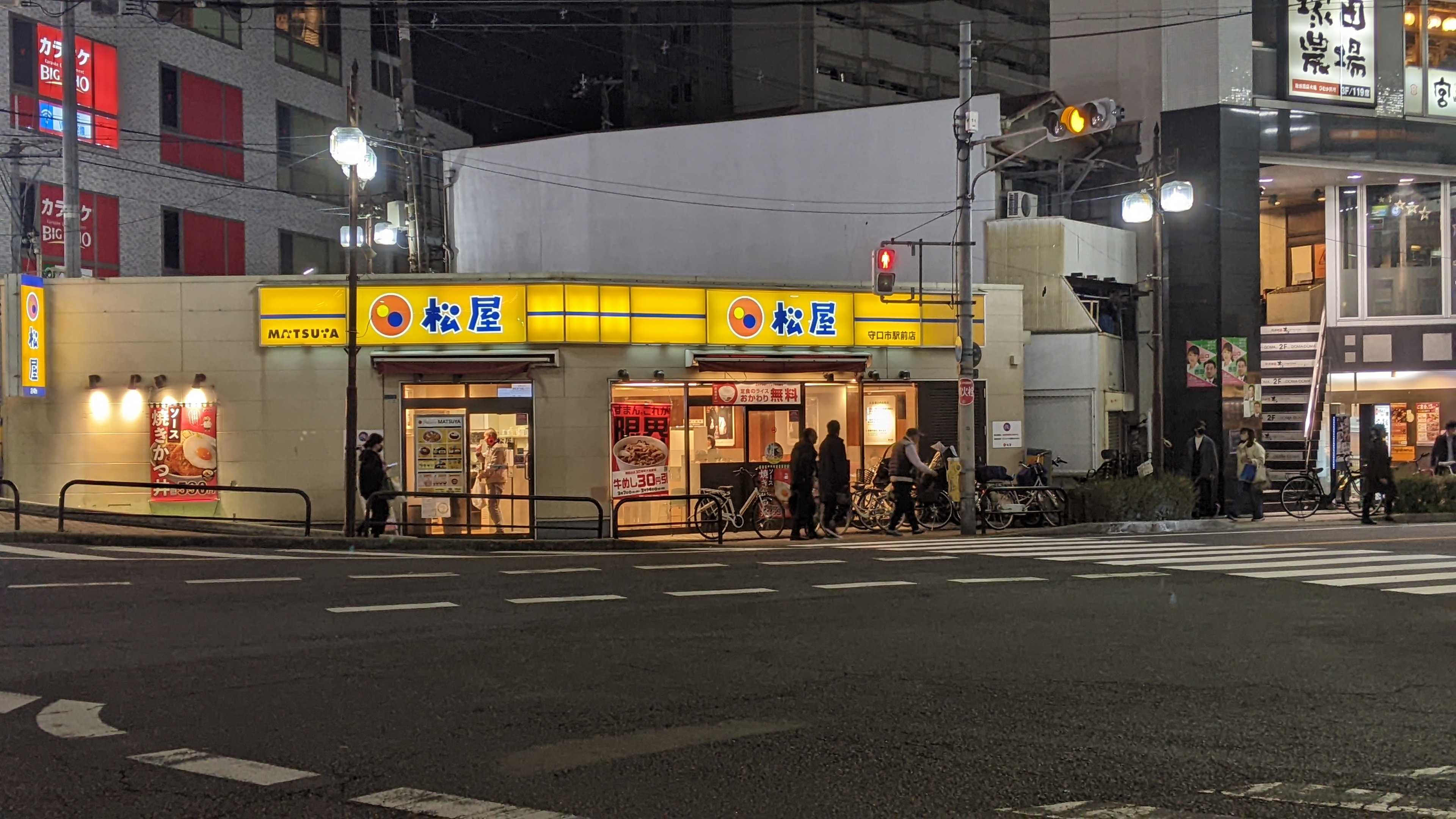
路面店。

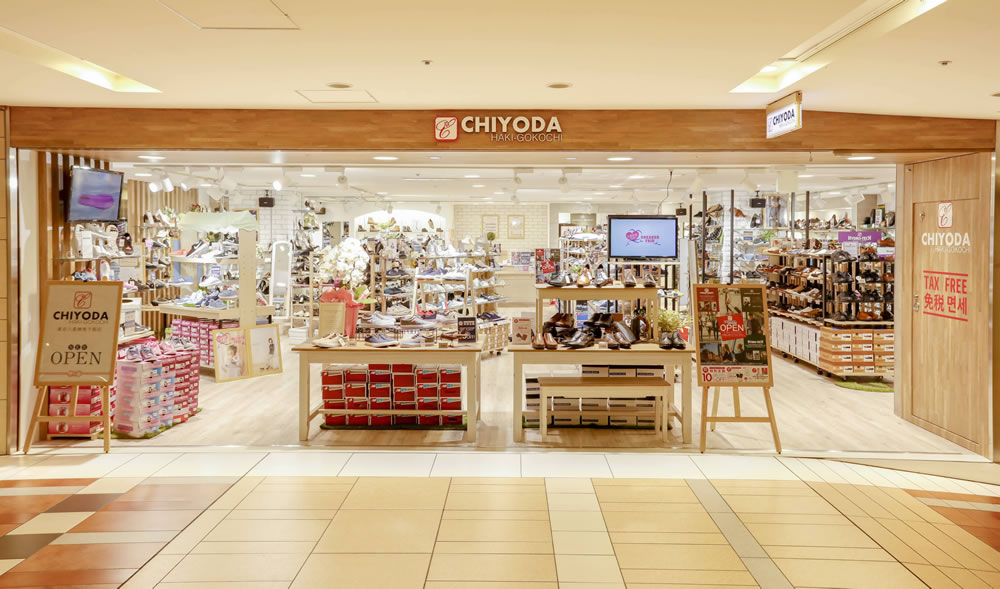
地下街のテナント。業種はくつ屋。

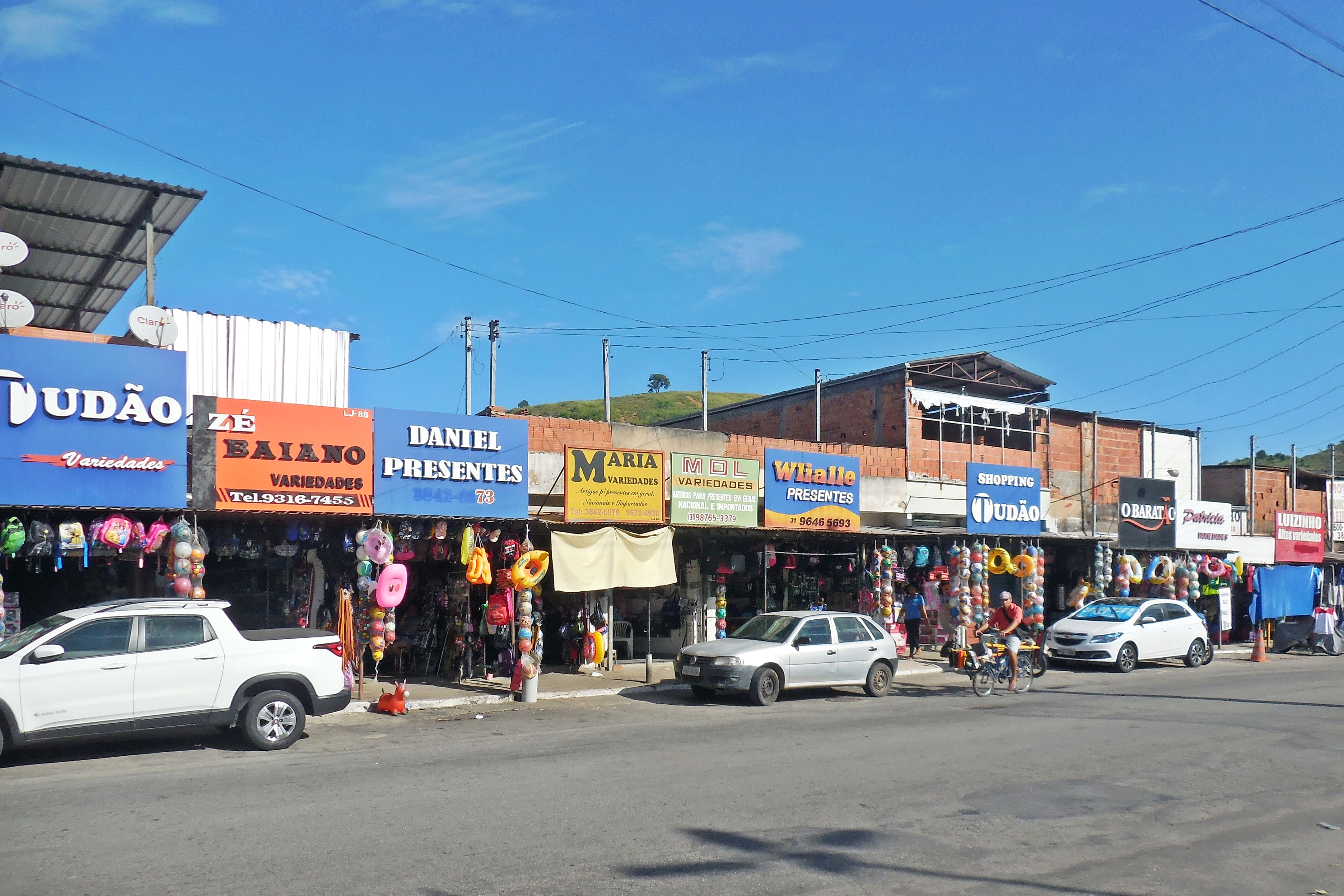
道沿いに連なる店(ブラジル、コロネル・ファブリシアーノ)

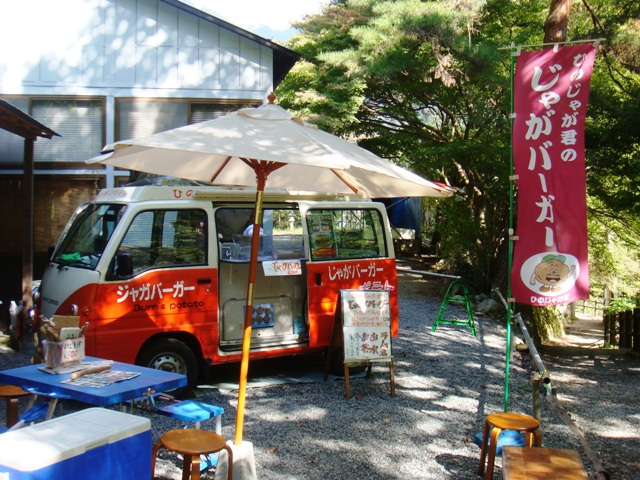
移動販売車

店（みせ、たな、英語: store）は、商品を陳列して売る場所。商品やサービスを提供する場所。店舗（てんぽ）や商店（しょうてん）とも言う。

## 概要

### 数
経済産業省の1997年（平成9年）の統計によると、全国の小売業の商店は141万9696店であった。このうち、大規模小売店舗の外にあるのが 129万5144店で、全体の91.2％で、大規模小売店舗内にある店は12万4552店で、8.8％であった。

### 種類
立地条件により分類するのが基本で、道路に面した1階にある路面店や建物の2階以上にある階上店舗（空中店舗）に分類するのが基本だが、そのほか、多層のビルディング内に置かれる「ビルイン型」や複合商業施設内（ショッピングセンターなど）に置かれる店もある。
店舗経営者が所有している物件なのか、借りている物件なのかで分類する方法もある。ショッピングセンターや地下街などにはテナントといい、場所を借りて営業している店舗が並ぶ。
売り場面積で分類する方法もある。ただし調査者や基準策定者ごとに基準は異っている。たとえば総務省統計局は、平成9年全国物価統計調査で売場面積が450平方メートル以上の店舗を大規模店舗、450平方メートル未満の店舗を小規模店舗として調査した。大店法の規定では売場面積が500平方メートル以上の店舗を大規模小売店としているが、路面店を中心に大店法の下限である500平方メートルをわずかに下回る店舗が多数あり、それが地域における価格形成に大きな影響を与えていると考えられたからだという。
固定された店舗のほか、移動式店舗もある。たとえば屋台や移動販売車である。古くは振売りというものがあった。
また当然ながら、鮮魚店、酒屋、薬屋、書店、生花店、クリーニング店 など、扱う商品やサービスで専門店を分類することは行われている。スーパーマーケット、ドラッグストア、コンビニエンスストアなど商品分野を限定しない店舗もある。商品やサービスを販売している店が基本だが、品物の買取を行っている店もある。
古くから野菜の無人販売所は畑周辺にあったが、2010年代後半から野菜以外でも無人店舗が増えてきている。

### 店舗開発
店舗を新規に出店するために、不動産物件の調査から始まり実際に開店するまでの工程を管理する業務を店舗開発という。全国に店舗を展開する大手チェーンなどでは店舗開発に専念する人が社内にいる。

## 店舗と法規
店舗を開設し、商品の販売やサービスの提供を行う場合、その商品やサービスによって様々な法的規制が課せられる場合が多い。規制内容は営業を行う場所の制限、衛生設備や消防設備が必要とされる建築物の構造、客席数の制限などがある。
日本の場合、店に関係する法規には、都市計画法（用途地域）、食品衛生法、公衆衛生法、建築物衛生法、消防法、建築基準法、旅館業法、風俗営業法、労働安全衛生法などがある。
既存の建築物を改装し、以前と異なる店舗を開設しようとしたとき、既存建築物によっては営業許可が得られない場合もあり、このような場合には、事前に専門家の調査が必要とされる。

## 「店舗」や「みせ」や「たな」の語源
「店舗」あるいは単に「店」は、律令制度の伝来とともに中国から日本へと入ってきた漢字である。本来の意味は、都市に存在した邸店（現在で言う宿泊施設にあたる。倉庫施設を併せ持つ例が多かった）と肆舗（しほ、現在で言う商業施設にあたる）を併せて称したものであった。当時、肆舗が集まる市場の近くに商用の客のための邸店が多く置かれていたために、これらを一括して扱う事が多かった。
「みせ」の語源は「見世棚（みせだな）」である。「見世棚」は商品を陳列する棚のことで、この言葉は鎌倉末期より存在し、台を高くして「見せる」ことから「見世」といい、室町期に「店」の字が当てられるようになった。

## 店に関する用語、雑学
- 店頭 - 店の入り口やその付近、あるいは陳列棚やレジスターなどがあり客に応対するところ[5]。
- 店子（たなこ） - 店の場所を借りている人、法人。テナント、賃借者。
- 店主 - 店舗経営者。
- 店員 - 店舗で働く従業員。
- 店長 - 従業員の最高責任者。
- 店商い（たなあきない） - 店を構えて商売すること[6]。
- 店を畳む - 商売をやめる。